# Lastomír
Lastomír es un municipio del distrito de Michalovce en la región de Košice, Eslovaquia, con una población estimada a final del año 2024 de 1243 habitantes.
Se encuentra ubicado al noreste de la región, en la cuenca hidrográfica del río Bodrog (afluente derecho del Tisza) y cerca de la frontera con la región de Prešov, Ucrania y Hungría.

## Demografía
| Año        | 1994 | 2004    | 2014    | 2024    |
| ---------- | ---- | ------- | ------- | ------- |
| Población  | 1174 | 1159    | 1153    | 1243    |
| Diferencia |      | −1,27 % | −0,51 % | +7,80 % |

| Año        | 2023 | 2024    |
| ---------- | ---- | ------- |
| Población  | 1246 | 1243    |
| Diferencia |      | −0,24 % |